# سرادو
سرادو (به پرتغالی: Cerrado) یک ناحیه بوم‌شناختی به صورت گرم‌دشت‌های وسیع گرمسیری در برزیل است که در ایالت‌های گوییاس، ماتوگروسو جنوبی، ماتو گروسو، توکانتینس و میناس گرایس واقع شده‌است.
هسته زیست‌بوم سرادو، فلات‌هایی در مرکز برزیل است و گونه‌های عمده این زیست‌بوم شامل ساوان جنگلی، پارک ساوان و ساوان گندمیان است.
سرادو یکی از غنی‌ترین مناطق ساوان جنگلی در دنیا است و گونه‌های بوم‌زاد فراوانی دارد. با توجه به تنوع زیاد گونه‌های گیاهی و جانوری در این زیست‌بوم، به عنوان غنی‌ترین ساوان دنیا با حدود ۱۰٬۰۰۰ گونه گیاهی و ۱۰ گونه پرنده بوم‌زاد شناخته شده‌است. همچنین حدود ۲۰۰ گونه پستان‌دار در سرادو وجود دارد که حدود ۱۴ گونه آن بوم‌زاد هستند.